# 2006年スロバキア国民議会選挙
2006年スロバキア国民議会選挙は、スロバキア共和国の立法府であるスロバキア共和国国民議会（Národná rada Slovenskej republiky）を構成する議員を全面改選するため、2006年6月17日に投票が行われたスロバキア共和国の選挙である。

## 選挙概要
チェコスロバキアを構成してきたスロバキアが1993年にチェコと分離独立して以降、4回目となる選挙で任期を3ヶ月前倒して行われた。
- 議員定数：150名
- 選挙権：18歳以上
- 被選挙権：21歳以上
- 選挙制度：比例代表制
  - 政党名簿内の候補者にはあらかじめ順位が割り振られている（拘束名簿式）が、投票者は名簿内の候補者のうち4名までを選んで順位をつけることができる。これが一定数を超えた場合、その候補者は名簿の上位に繰り上がる（優先投票制度）。
  - 議席配分方法は最大剰余方式（ドループ式）
  - 議席獲得のための阻止条項あり
    - 1政党の場合は得票率5％以上
    - 2～3政党で構成される政党連合の場合は7％以上
    - 4政党以上で構成される政党連合の場合は10％以上

## 政党
本選挙において候補者を擁立した主要な政党について挙げる。
- スロバキア民主キリスト教連合・民主党（SDKU-DS） - 中道右派
  - ミクラーシュ・ズリンダ政権与党で中道右派政党のスロバキア民主・キリスト教連合（SDKU）に民主党（DS）が2006年1月に合流して結成。
- 方向（スメル）・社会民主主義（SMER-SD） - 中道左派
  - 若手政治家のロベルト・フィツォが党首を務める「スメル」（SMER）が民主左翼党（SLD）や社会民主オルタナティブ（SDA）、スロバキア社会民主党（SDSS）など中道左派系の諸政党を吸収して2004年12月に結成。
- 人民党・民主スロバキア運動（L'S-HZDS）
  - ヴラジミール・メチアル前首相の政党「民主スロバキア運動」（HZDS）が2003年に党名を変更。スロバキア人ナショナリズムとキリスト教伝統保守を折衷させた綱領を有する。
- キリスト教民主運動（KDH） - キリスト教民主主義
  - 共産党政権下で反体制運動に取り組んでいたカトリック系の活動家たちが中心となって1990年に結成。
- スロバキア国民党（SNS） - ナショナリズム政党
  - スロバキア人ナショナリズムを代弁する政党。
- ハンガリー人連合党（SMK-MKP） - マイノリティ政党
  - スロバキア国内に居住するハンガリー系少数民族の立場を代弁する政党。

## 選挙結果
投票日：2006年6月17日
| 登録有権者数 | 4,272,517 |
| 投票者数     | 2,335,917 |
| 投票率（％） | 54.67     |
| 有効投票数   | 2,303,139 |

| 党派                                                            | 得票数    | 得票率 | 議席数 | 議席率 |
| --------------------------------------------------------------- | --------- | ------ | ------ | ------ |
| 方向・社会民主主義 SMER-SD                                      | 671,185   | 29.14  | 50     | 33.3   |
| スロバキア民主キリスト教連合・民主党 SDKU-DS                    | 422,815   | 18.35  | 31     | 20.7   |
| スロバキア国民党 SNS                                            | 270,230   | 11.73  | 20     | 13.3   |
| ハンガリー人連合党 SMK-MKP                                      | 269,111   | 11.68  | 20     | 13.3   |
| 人民党・民主スロバキア運動 L'S-HZDS                             | 202,540   | 8.79   | 15     | 10.0   |
| キリスト教民主運動 KDH                                          | 191,443   | 8.31   | 14     | 9.3    |
| スロバキア共産党 KSS                                            | 89,418    | 3.88   | 0      | 0.0    |
| 自由フォーラム SF                                               | 79,963    | 3.47   | 0      | 0.0    |
| 新市民同盟 ANO                                                  | 32,775    | 1.42   | 0      | 0.0    |
| その他の政党                                                    | 88,254    | 2.73   | 0      | 0.0    |
| 合計                                                            | 2,303,139 | 100.00 | 150    | 100.0  |
| 有効票数1％未満の政党については「その他の政党」として掲載する。 |           |        |        |        |

選挙の結果、ズリンダ政権が推し進めた構造改革による格差拡大に対する国民の不満を集めることに成功した、中道左派政党のSMER-SDが第1党となった。ANOとKSSは議席阻止線である有効得票5％を上回る得票を得ることができず、国民議会における全議席を失った。第1党となったSMERは単独では過半数に届かないため、SNSとL'S-HZDSの2党と共に連立政権を作ることに合意（7月）し、SMER党首のフィツォが首相に就任（2006年7月4日）した。